# Corydalis eugeniae
Corydalis eugeniae är en vallmoväxtart som beskrevs av Friedrich Karl Georg Fedde. Corydalis eugeniae ingår i släktet nunneörter, och familjen vallmoväxter. Inga underarter finns listade i Catalogue of Life.